# Джоухар
Это статья о сомалийском городе. О древнем индийском обычае массового самосожжения см. Джаухар.
Джоухар (сомал. Jowhar, араб. جوهر‎) — город в Сомали, административный центр провинции Средняя Шабелле и района Джоухар (сомал. Degmada Jowhar). Вместе с байским Байдабо составлял совмещённую административную столицу Переходного федерального правительства Сомали, захваченную у Союза исламских судов.
Город протянулся на 90 км вдоль дороги на севере от государственной столицы Могадишо.

## История
Джоухар был основан старшим членом итальянской королевской семьи, королевским высочеством принцем Луиджи Амедео, герцогом Абруццким в 1920 году. В 1905 году герцог впервые посетил Африку. Он собирал средства на постройку дамб, дорог, железной дороги, школ, больниц, церкви и мечети. Со временем он женился на сомалийке и умер в своём поселении.

### Поселение герцога Абруццкого
Луиджи Амедео, герцог Абруццкий основал одноимённое Поселение герцога Абруццкого (Villaggio Duca degli Abruzzi) в 1920 году в качестве сельскохозяйственного поселения в Итальянском Сомали для экспериментирования с новыми методами возделывания земли. В 1926 году колония состояла из 16 деревень, которые населяли около 3 000 сомалийцев и 200 итальянцев.
Территория находится в опорных пунктах сомалийского клана хавийе (Hawiye) между Галйецель (Galjecel), Афгал (Afgaal) и Шидле (Shiidle). Территория имеет значительное экономическое значение, так как на ней располагаются сахарные, банановые и хлопковые плантации.
С 1911 года в Джоухаре (прежнее название: Джиохар (Giohar)) такие итальянцы как Луиджи Амедео, герцог Абруццкий стали заниматься переселением местных крестьян в определённые руководством новые деревни в попытке улучшить экономику Итальянского Сомали. Местность вокруг Поселения герцога Абруццкого (Villaggio Duca degli Abruzzi) была самой развитой в сельском хозяйстве в Сомали до Второй мировой войны, на ней располагались некоторые производства пищевой промышленности.
В 1940 году население Поселения герцога Абруццкого составляло 12 000 человек, из них почти 3 000 были сомалийскими итальянцами. Поселение было на заметном уровне развития в качестве маленькой производственной местности.
Итальянцы, верившие в экономический потенциал этой территории, построили железную дорогу Могадишо — Виллабруцци, связавшую Джоухар и Могадишо на тридцать лет и использовавшуюся в основном для экспорта бананов и кофе в Европу.
Вакуум, образованный уходящими итальянцами после обретения независимости поселением, не был заполнен новыми сомалийскими властными элитами, так как они посчитали городское имущество и торговлю крупным рогатым скотом более выгодными.

### После Второй мировой войны

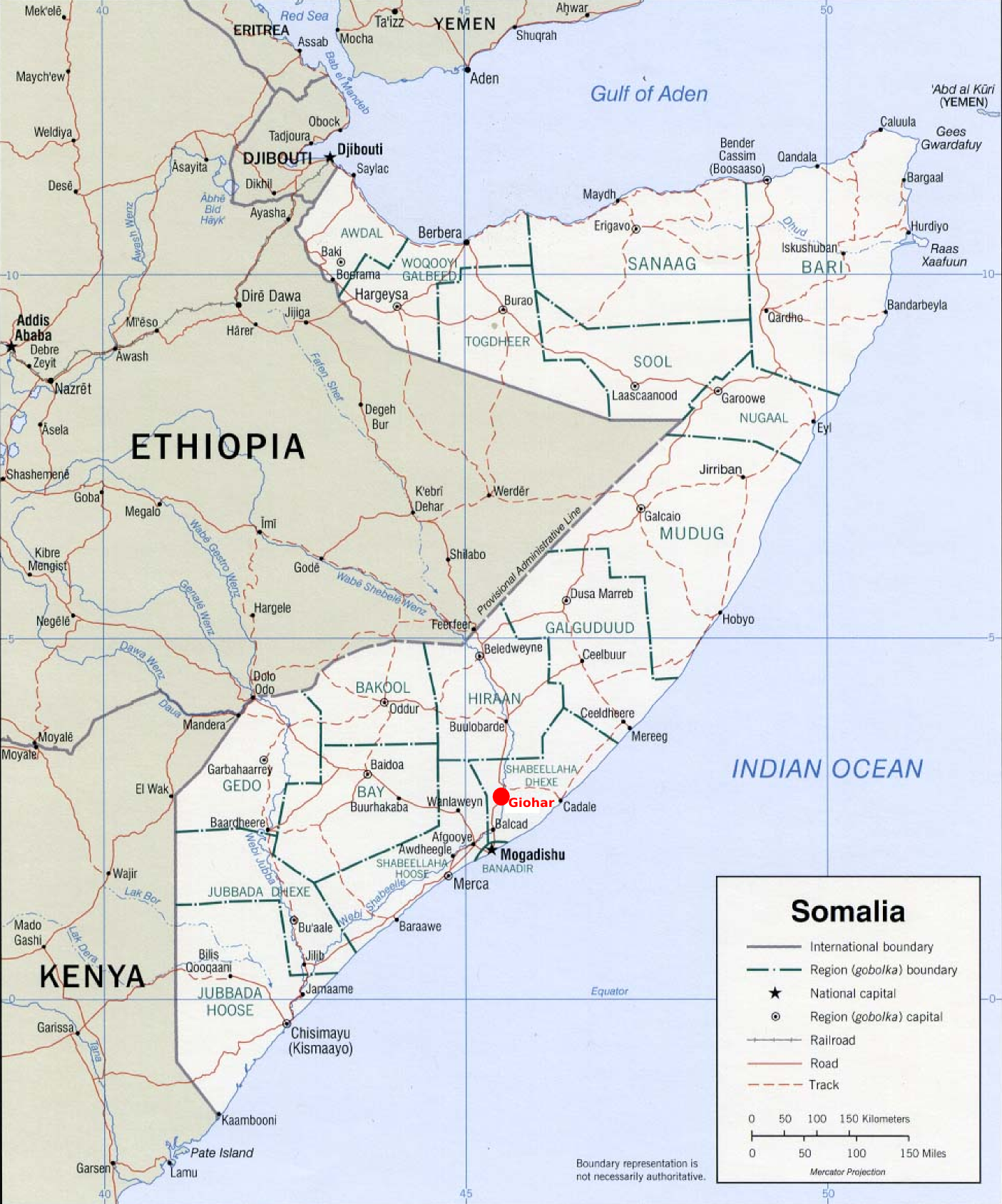
Местоположение Джоухара (здесь записанного как Джиохар (Giohar)), отмеченного красной точкой на севере от Могадишо, на карте Сомали.

Переименование итальянского Поселения герцога Абруццкого в Джоухар произошло в 1960 году, когда Сомали обрело независимость.
С установлением социалистического режима в 1969 году, плодородная земля была национализирована и доступна земледельцам только через аренду на 50 лет. Правительство установило цены на сельскохозяйственные продукты и могло закупать до 80 % урожая. Согласно кооперативному закону № 70 (Co-operative Act n°70) от 1973 года фермеры были снова отчуждены, чтобы освободить место для направленных на государство рисовой фермы Фаноле (Fanoole), ирригационного проекта Могамбо (Mogambo) и сахарного комплекса Джубба (Juba).
Джоухар стал столицей региона лишь в середине 1980-х годов, когда Могадишо был выделен из Средней Шабелле, и для столицы был создан свой регион — Банадир.

## Административная столица
В рамках соглашения 2004 года Джоухар и байский Байдабо должны были образовать совмещённую административную столицу Переходного федерального правительства Сомали, размещённую вне Могадишо по соображениям безопасности. Бои угрожали сорвать процесс по установлению мирных отношений. Однако в июле 2005 года президент Абдуллахи Юсуф Ахмед переехал в Джоухар из своей ставки в Босасо, тем самым продвинув процесс и присоединился к премьер-министру Али Мохаммеду Геди, уже проживавшему в городе в течение месяца. Часть парламента стала располагаться в Джоухаре, в то время как некоторые министерства были образованы в Могадишо. К февралю 2006 года, несмотря на беспокойство премьер-министра по поводу безопасности, два лидера переехали в Байдабо, где было решено созывать парламент.

## Новейшая история
27 декабря 2006 года силы Переходного правительства при международной поддержке вместе с эфиопскими войсками отвоевали Джоухар у Союза исламских судов.
17 мая 2009 года исламистская группировка Аль-Шабаб захватила город и назначила новые правила, в числе которых запрет на рукопожатие между мужчинами и женщинами.
9 декабря 2012 года Вооружённые силы Сомали при поддержке АМИСОМ отвоевали город у вооружённой группы.